# Sörtjärnen (Säfsnäs socken, Dalarna)
Sörtjärnen är en sjö i Ludvika kommun i Dalarna och ingår i Göta älvs huvudavrinningsområde. Sjöns area är 0,0244 kvadratkilometer och den befinner sig 332 meter över havet.